# Eumorpha vini
Eumorpha vini är en fjärilsart som beskrevs av Kirby 1892. Eumorpha vini ingår i släktet Eumorpha och familjen svärmare. Inga underarter finns listade i Catalogue of Life.